# Under Pressure - Pronto soccorso
Under Pressure - Pronto soccorso (Sob Pressão) è una serie televisiva brasiliana ideata da Luiz Noronha, Claudio Torres, Renato Fagundes e Jorge Furtado e basato sul film del 2016 Sob Pressão (a sua volta ispirato al libro Sob Pressão: A Rotina de Guerra de Um Médico Brasileiro di Marcio Maranhão).
La serie segue i casi di emergenza dei dottori dell'ospedale pubblico precario di Rio de Janeiro.
Júlio Andrade (Dr. Evandro), Marjorie Estiano (Dr. Carolina) e Stepan Nercessian (Samuel), hanno ripreso i ruoli interpretati nel film originale.
La serie, trasmessa in Brasile su TV Globo dal 25 luglio 2017 è stata un successo di pubblico e critica ed è stata premiata tra il 2017 e il 2018 con 15 premi su 21 candidature (tra cui 4 vinti sia da Júlio Andrade sia da Marjorie Estiano).
In Italia, la serie va in onda dal 3 ottobre 2018 su Sky Atlantic.

## Trama
All'interno di un caotico pronto soccorso a Rio de Janeiro, una squadra di medici è combattuta tra i loro conflitti personali interni, le difficoltà della professione e i drammi sorprendenti che stanno alla base della storia di ogni paziente, in un eroico tentativo di salvare vite umane. Un chirurgo di talento e un medico guidato dalla fede troveranno la forza l'uno nell'altro per affrontare questa routine estremamente dura.

## Episodi
| Stagione         | Episodi | Prima TV Brasile | Prima TV Italia |
| ---------------- | ------- | ---------------- | --------------- |
| Prima stagione   | 9       | 2017             | 2018            |
| Seconda stagione | 11      | 2018             | inedita         |
| Terza stagione   | 14      | 2019             | inedita         |
| Quarta stagione  | 11      | 2021             | inedita         |
| Quinta stagione  | 12      | 2022             | inedita         |

## Personaggi e interpreti

### Principali
- Dr. Evandro Moreira, interpretato da Júlio Andrade
- Dr. Carolina Almeida, interpretata da Marjorie Estiano
- Dr. Décio Guedes, interpretato da Bruno Garcia
- Dr. Rafael Albertini, interpretato da Tatsu Carvalho
- Dr. Charles Garcia, interpretato da Pablo Sanábio
- Dr. Amir Salgado, interpretato da Orã Figueiredo
- Jaqueline Vaz, interpretata da Heloísa Jorge
- Rosa, interpretata da Josie Antello
- Dr. Samuel Fagundes, interpretato da Stepan Nercessian
- Adalberto Santos, interpretato da Alexandre David
- Kelly Cristina Ribeiro, interpretata da Talita Castro
- Dr. Renata Veiga, interpretata da Fernanda Torres
- Dr. Henrique Figueira, interpretato da Humberto Carrão
- Keiko Yamada, interpretata da Julia Shimura
- Dr. Vera Torres, interpretata da Drica Moraes

### Ricorrenti
- Noêmia, interpretata da Angela Leal
- Madalena Moreira, interpretata da Natália Lage
- Liliana, interpretata da Renata Gaspar
- Violeta, interpretata da Letícia Isnard
- Seu Rivaldo, interpretato da Emiliano Queiroz

## Produzione
Inizialmente la prima stagione doveva essere composta da 12 episodi, ma è stata ridotta a 9 a causa della Coppa Libertadores 2017, anche se per la seconda stagione, sono stati ordinati 11 episodi.
Le riprese della prima stagione sono cominciate il 10 aprile 2017.
Il 28 maggio 2017, circa due mesi prima dell'esordio, la rete rinnova la serie per una seconda stagione, che verrà trasmessa dal 9 ottobre 2018.
Il 18 maggio 2018, cinque mesi prima dell'esordio della seconda stagione, Rede Globo ha annunciato il rinnovo per una terza stagione, composta da 14 episodi e prevista per il 2019.

## Ascolti
La serie è stata un successo negli ascolti, raggiungendo una media di oltre 38 milioni di spettatori per episodio.
| Stagione | Episodi | Messa in onda      | Inizio         | Inizio  | Fine              | Fine    | Posizione | Spettatori generali |
| Stagione | Episodi | Messa in onda      | Data           | Ascolti | Data              | Ascolti | Posizione | Spettatori generali |
| -------- | ------- | ------------------ | -------------- | ------- | ----------------- | ------- | --------- | ------------------- |
| 1        | 9       | Martedì alle 22:30 | 25 luglio 2017 | 28,2    | 19 settembre 2017 | 27,3    | #1        | 27,45               |
| 2        | 11      | Martedì alle 22:30 | 9 ottobre 2018 | 22,5    | 18 dicembre 2018  | 21,0    | #1        | 21,3                |
| 3        | 14      | Giovedì alle 22:45 | 2 maggio 2019  | 19,8    | 25 luglio 2019    | 25,0    | #1        | 22,3                |
| 4        | 11      | Giovedì alle 22:30 | 12 agosto 2021 | 20,4    | 21 ottobre 2021   | 18,5    |           | 19,0                |
| 5        | 12      |                    | 2 giugno 2022  |         | 7 luglio 2022     |         |           |                     |

## Controversie
La serie è stata criticata dal Consiglio Regionale per l'Infermieristica di San Paolo (Coren-SP) per essersi focalizzata sul ruolo dei medici. La storia ha riportato gli impatti contribuendo alla comprensione nella società che l'assistenza sanitaria viene eseguita immediatamente da un medico, quando ci sono procedure necessarie per i professionisti infermieristici, come la classificazione del rischio per dare la priorità ai casi più gravi.

## Premi

### 2017
- Troféu APCA[19][20]
  - Miglior serie
  - Miglior attore a Júlio Andrade (anche per 1 Contra Todos)
  - Candidatura per la miglior attrice a Marjorie Estiano
  - Candidatura per il miglior regista ad Andrucha Waddington e Mini Kerti
- Melhores do Ano[21]
  - Miglior attore in una serie o miniserie a Júlio Andrade
  - Miglior attrice in una serie o miniserie a Marjorie Estiano
- Prêmio Folha de São Paulo[22]
  - Miglior serie
  - Miglior attrice a Marjorie Estiano
- Prêmio Contigo! Online[23][24]
  - Miglior attore a Júlio Andrade
  - Miglior attrice a Marjorie Estiano
  - Candidatura per la miglior serie

### 2018
- Festival International des Programmes Audiovisueis[25]
  - Miglior serie
  - Miglior sceneggiatura a Jorge Furtado, Lucas Paraizo, Antonio Prata e Marcio Alemão
  - Miglior attore a Júlio Andrade
  - Miglior attrice a Marjorie Estiano
- Prêmio Extra de Televisão[26]
  - Miglior serie
  - Candidatura per la miglior attore a Júlio Andrade
  - Candidatura per la miglior attrice a Marjorie Estiano
- Prêmio ABRA de Roteiro[27][28]
  - Miglior serie drammatica
  - Sceneggiatura dell'anno a Lucas Paraizo (anche per Divinas Divas e Gabriel e a Montanha)
  - Candidatura per la sceneggiatura dell'anno a Jorge Furtado (anche per Quem é Primavera das Neves)
- Troféu APCA[29]
  - Miglior attrice a Marjorie Estiano